# Mattonen
Die Familie der Mattonen war ein ostfränkisches, frühmittelalterliches Adelsgeschlecht. Nachgewiesen ist ihre Familie vom 8. Jahrhundert bis zum Jahr 926, wobei einige fränkische Adelsgeschlechter des Hochmittelalters, wie die Grafen zu Castell und die Grafen von Rothenburg, zu den kognatischen Nachkommen der Mattonen gezählt werden.

## Geschichte
Der Ursprung der Mattonen liegt im Dunkeln. Gesichert ist, dass sie Teil des merowingischen Reichsdienstadels waren und Vorgänger der Mattonen bereits im 5. Jahrhundert überliefert sind. Durch die ostfränkischen Eroberungszüge der Merowinger und später der Karolinger stiegen die mit ihnen reisenden Vorfahren der Mattonen zu sogenannten maiores natu (lat. Geburtsadel) auf. Begütert war ihre Familie vor allem im Grabfeld sowie in mehreren Gauen, die heute von den bayerischen Regierungsbezirken Ober-, Mittel- und Unterfranken eingenommen werden.
Im 7. Jahrhundert kam es zu einer Linienspaltung: Es entstand die Linie der Alwalahonen, benannt nach dem Familienmitglied Alwalah, der im Jahr 772 als Stifter in Unterfranken auftritt, und die der Mattonen im weiteren Sinne. Die Letzteren spalteten sich wiederum in drei Linien, wovon die erste, die sogenannte huntolfische Linie, benannt nach dem Stammvater Huntolf, ihre gesamten Besitzungen an die Abtei Fulda vererbte. Die zweite Linie starb bald aus und vermachte ihren Besitz an den dritten Teil der Familie. Diesem stand Matto der Ältere vor, der nun die Mattonen im engeren Sinne begründete und dem Geschlecht auch den Namen gab.
Die schwerttragende Familie der Mattonen verfügte über erheblichen Grundbesitz und erhielt vom König Land und Leute zu Lehen. Im Gegenzug leisteten ihre Mitglieder gehobenen politischen Dienst. So besetzten Teile ihrer Familie Bischofsstühle und stifteten Klöster in den gerade erst missionierten Gebieten Ostfrankens. Von Matto dem Älteren und seiner Frau Hadaburg sind allerdings außer Einfirst-Mattenzell keine solchen Handlungen überliefert; der Bruder Mattos, Megingaud der Ältere, war jedoch zweiter Bischof von Würzburg.
Die Kinder Mattos, Matto der Jüngere, Megingaud der Jüngere, Juliana sowie eventuell Hruadlaug und Megina, taten sich durch Klosterstiftungen hervor. So gehen die Konvente in Wenkheim, Megingaudshausen, Neustadt am Main und das Frauenkloster in Schwarzach am Main auf die Familie zurück. Im 8. Jahrhundert, 776 und 796, schenkten die Geschwister Wenkheim an die Bonifatiusabtei in Fulda, 788 schenkten sie auch Einfirst-Mattenzell und eine größere Anzahl von Dörfern an Fulda.
Im Jahr 816 stiftete Megingaud der Jüngere zusammen mit seiner Frau Imma Megingaudshausen (wohl Unterlaimbach) im Steigerwald, das zur Vorgängerabtei des Klosters Münsterschwarzach werden sollte. Am Main selbst residierten derweil Nonnen im Frauenkloster Schwarzach. Dieses Kloster ging auf eine Gründung durch die Mattonen zurück, die ihren zweitgeborenen Töchtern eine Versorgung sichern wollten. Fastrada, die vierte Frau Karls des Großen, die ebenfalls zu den Mattonen gezählt wird, baute das Kloster weiter aus.
Letzter Vertreter der Familie war wohl der Kommendatarabt und Bischof von Freising, Dracholf, der im Jahr 926 starb. In der Forschung vermutet man außerdem kognatische Verbindungen zu hochmittelalterlichen Adelsgeschlechtern wie den Grafen von Castell und den Grafen von Rothenburg, diese sind jedoch durch genealogische Verbindungen nicht nachzuweisen. Sie beruhen lediglich auf Gütern, die ursprünglich in den Händen der Mattonen waren und einige Jahrhunderte später bei den obengenannten Geschlechtern zu finden sind.

## Personen

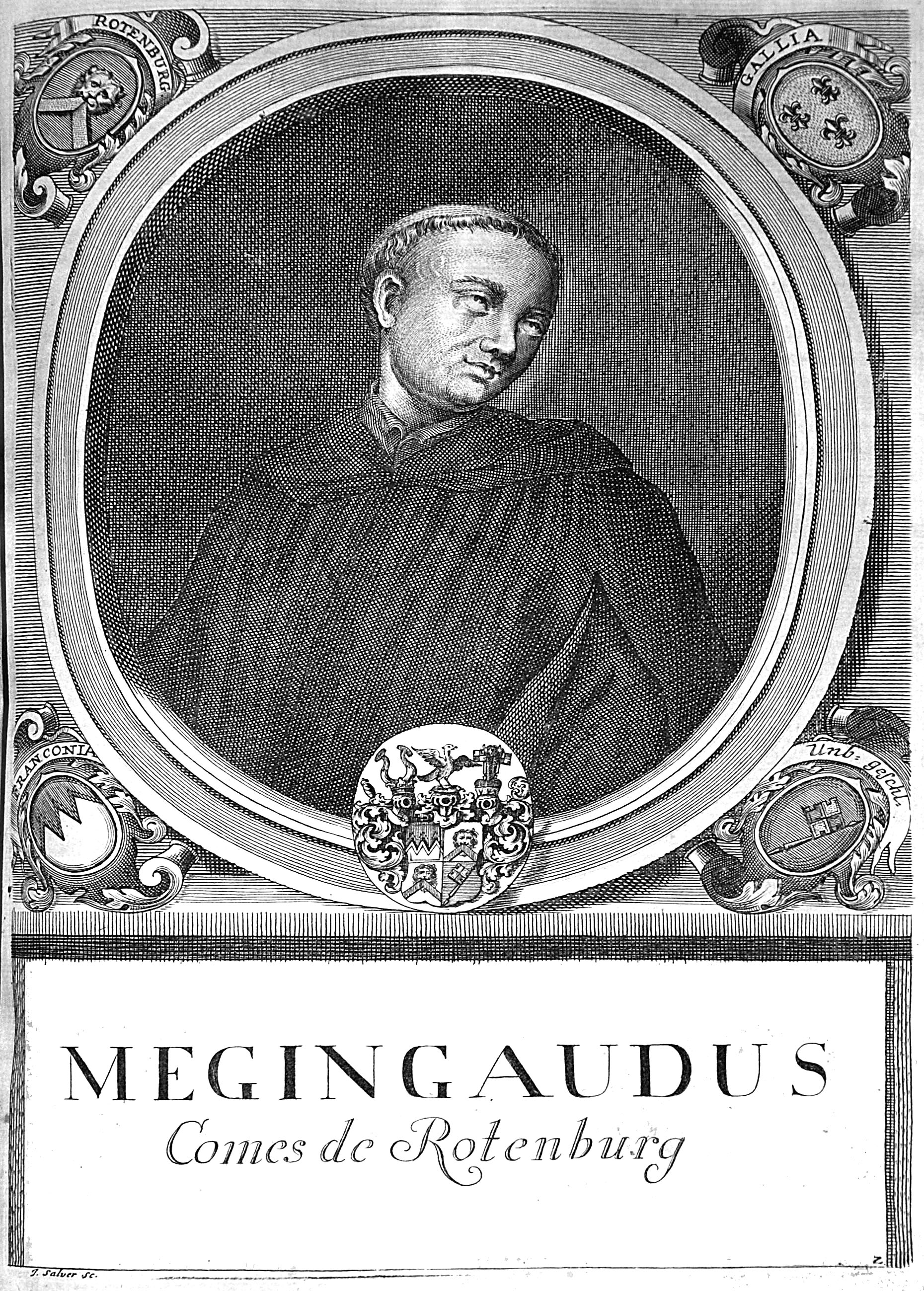
Historisierende Darstellung des Würzburger Bischofs Megingaud

Nur Teile der Stammliste lassen sich rekonstruieren.
- A1. Megingaud der Ältere (auch Megingaud von Würzburg, Megingoz; * 710; † 783), Bischof von Würzburg und Abt vom Kloster Neustadt am Main
- A2. Hruadlaug, evtl. Äbtissin von Frauenschwarzach
- A3. Matto der Ältere (auch Manto, Macco) ⚭ Hadaburg 
  - B1. Matto der Jüngere
  - B2. Megingaud der Jüngere ⚭ Imma (auch Ymna)
    - C1. Arnold
    - C2. Marquard[8]

  - B3. Juliana (belegt 789–794), evtl. Äbtissin von Frauenschwarzach
  - B4. Megina
  - B5. Hruadgoz

Des Weiteren werden folgende Personen zum Geschlecht der Mattonen gerechnet:
- Alwalah (belegt durch eine große Schenkung in Unterfranken und Thüringen im Jahr 772, eventuell † 803 als Mönch im Kloster Fulda)
- Radolf (belegt im 8. Jahrhundert)
- Hadeloga († 750), Äbtissin des Klosters Kitzingen, Heilige
- Hruada (gen. 762/763), Ehefrau des Hahbert
- Fastrada (* um 765; † 794), Ehefrau Karls des Großen
- Gumbert (* 8. Jahrhundert; † 795), Bischof von Würzburg, Abt von Kloster Ansbach
- Blutenda (auch Blittrud) († 17. April 851), Äbtissin des Frauenklosters Münsterschwarzach
- Arn (* vor 855; † 13. Juli 892), Bischof von Würzburg[9]
- Dracholf (auch Traghülf; † 926), Bischof von Freising, Kommendatarabt von Münsterschwarzach

## Wappen

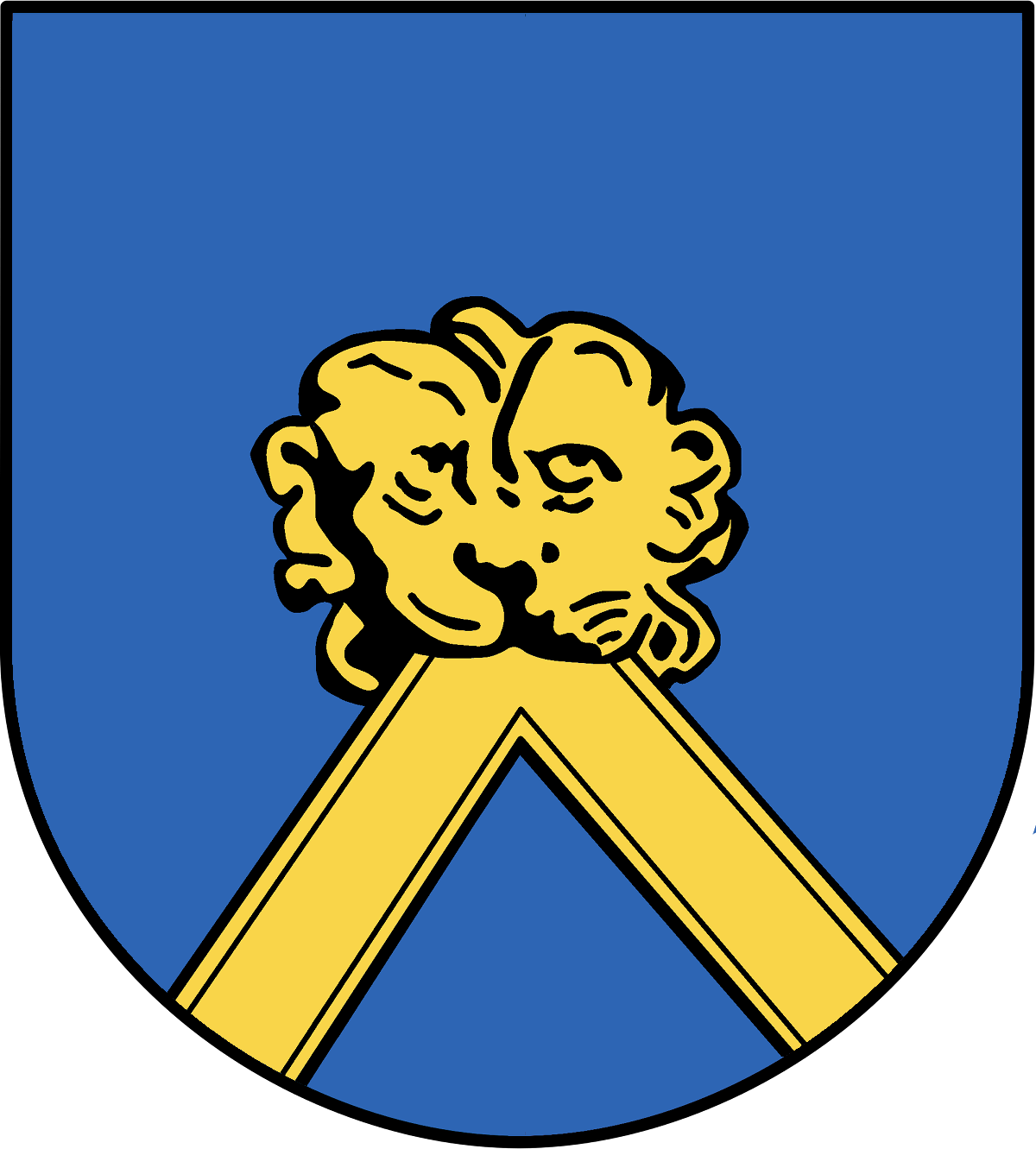
Wappen der Grafen von Comburg

Ein echtes Familienwappen existiert für die Mattonen nicht. Grund hierfür ist, dass sich erst im 12. Jahrhundert Schildwappen entwickelten, die ihre Träger unterscheiden sollten. Trotzdem wurde durch spätere Zuschreibungen ein Wappen überliefert. So weist eine Darstellung des 18. Jahrhunderts Megingaud dieses Wappen zu, ebenso ist es als Element des Klosterwappens von Münsterschwarzach und der Herren von Comburg zu finden. 
Beschreibung: In Blau ein hersehender, goldener Löwenkopf, im Maul einen erniedrigten goldenen Sparren haltend.